# Lijst van afleveringen van NCIS: Los Angeles
Dit is een lijst van afleveringen van de Amerikaanse televisieserie NCIS: Los Angeles, een spin-off van de televisieserie NCIS. De serie telt tot nu toe dertien seizoenen. Deze serie wordt in Vlaanderen uitgezonden op de commerciële zender VIER, steeds in tandem met NCIS, en in Nederland door Veronica, SBS6 en/of Net5.

## Seizoen 1
Hoofdrollen seizoen 1
- Chris O'Donnell als G. Callen
- Daniela Ruah als Kensi Blye
- Peter Cambor als Nate Getz
- Adam Jamal Craig als Dominic Vail
- Barrett Foa als Eric Beale
- Linda Hunt als Hetty Lange
- LL Cool J als Sam Hanna

Terugkerende rollen seizoen 1
- Eric Christian Olsen als Marty Deeks
- Rocky Carroll als Leon Vance
- Kathleen Rose Perkins als Rose Schwartz

| Nr. | Titel aflevering   | Datum eerste uitzending | Datum eerste uitzending | Datum eerste uitzending |
| Nr. | Titel aflevering   | Verenigde Staten        | Nederland               | Vlaanderen              |
| --- | ------------------ | ----------------------- | ----------------------- | ----------------------- |
| 1   | Identity           | 22 september 2009       | 7 maart 2010            | 10 januari 2010         |
| 2   | The Only Easy Day  | 29 september 2009       | 21 maart 2010           | 17 januari 2010         |
| 3   | Predator           | 6 oktober 2009          | 28 maart 2010           | 24 januari 2010         |
| 4   | Search and destroy | 13 oktober 2009         | 4 april 2010            | 31 januari 2010         |
| 5   | Killshot           | 20 oktober 2009         | 14 maart 2010           | 7 februari 2010         |
| 6   | Keepin' it Real    | 3 november 2009         | 11 april 2010           | 14 februari 2010        |
| 7   | Pushback           | 10 november 2009        | 18 april 2010           | 21 februari 2010        |
| 8   | Ambush             | 17 november 2009        | 25 april 2010           | 28 februari 2010        |
| 9   | Random On Purpose  | 24 november 2009        | 2 mei 2010              | 7 maart 2010            |
| 10  | Brimstone          | 15 december 2009        | 9 mei 2010              | 14 maart 2010           |
| 11  | Breach             | 5 januari 2010          | 16 mei 2010             | 21 maart 2010           |
| 12  | Past Lives         | 12 januari 2010         | 23 mei 2010             | 28 maart 2010           |
| 13  | Missing            | 26 januari 2010         | 30 mei 2010             | 4 april 2010            |
| 14  | LD50               | 2 februari 2010         | 3 oktober 2010          | 11 april 2010           |
| 15  | The Bank Job       | 9 februari 2010         | 10 oktober 2010         | 18 april 2010           |
| 16  | Chinatown          | 2 maart 2010            | 17 oktober 2010         | 25 april 2010           |
| 17  | Full Throttle      | 9 maart 2010            | 24 oktober 2010         | 2 mei 2010              |
| 18  | Blood Brothers     | 16 maart 2010           | 31 oktober 2010         | 9 mei 2010              |
| 19  | Hand-to-Hand       | 6 april 2010            | 7 november 2010         | 16 mei 2010             |
| 20  | Fame               | 27 april 2010           | 14 november 2010        | 9 september 2010        |
| 21  | Found              | 4 mei 2010              | 21 november 2010        | 16 september 2010       |
| 22  | Hunted             | 11 mei 2010             | 28 november 2010        | 23 september 2010       |
| 23  | Burned (1)         | 18 mei 2010             | 5 december 2010         | 30 september 2010       |
| 24  | Callen, G (2)      | 25 mei 2010             | 12 december 2010        | 7 oktober 2010          |

## Seizoen 2
Hoofdrollen seizoen 2
- Chris O'Donnell als G. Callen
- Daniela Ruah als Kensi Blye
- Eric Christian Olsen als Marty Deeks
- Barrett Foa als Eric Beale
- Renée Felice Smith als Nell Jones
- Linda Hunt als Hetty Lange
- LL Cool J als Sam Hanna

Terugkerende rollen seizoen 2
- Peter Cambor als Nate Getz
- Claire Forlani als Lauren Hunter
- Kathleen Rose Perkins als Rose Schwartz
- Ronald Auguste als Moha "Moe" Dusa

| Nr. | Titel aflevering | Datum eerste uitzending | Datum eerste uitzending | Datum eerste uitzending |
| Nr. | Titel aflevering | Verenigde Staten        | Nederland               | Vlaanderen              |
| --- | ---------------- | ----------------------- | ----------------------- | ----------------------- |
| 1   | Human Traffic    | 21 september 2010       | 17 januari 2011         | 14 oktober 2010         |
| 2   | Black Widow      | 21 september 2010       | 24 januari 2011         | 21 oktober 2010         |
| 3   | Borderline       | 28 september 2010       | 31 januari 2011         | 28 oktober 2010         |
| 4   | Special Delivery | 5 oktober 2010          | 7 februari 2011         | 4 november 2010         |
| 5   | Little Angels    | 12 oktober 2010         | 14 februari 2011        | 11 november 2010        |
| 6   | Standoff         | 19 oktober 2010         | 21 februari 2011        | 18 november 2010        |
| 7   | Anonymous        | 26 oktober 2010         | 28 februari 2011        | 10 maart 2011           |
| 8   | Bounty           | 9 november 2010         | 7 maart 2011            | 17 maart 2011           |
| 9   | Absolution (1)   | 16 november 2010        | 14 maart 2011           | 24 maart 2011           |
| 10  | Deliverance (2)  | 23 november 2010        | 21 maart 2011           | 31 maart 2011           |
| 11  | Disorder         | 14 december 2010        | 28 maart 2011           | 7 april 2011            |
| 12  | Overwatch        | 11 januari 2011         | 28 maart 2011           | 14 april 2011           |
| 13  | Archangel        | 18 januari 2011         | 4 april 2011            | 21 april 2011           |
| 14  | Lockup           | 1 februari 2011         | 11 april 2011           | 28 april 2011           |
| 15  | Tin soldiers     | 8 februari 2011         | 18 april 2011           | 5 mei 2011              |
| 16  | Empty Quiver     | 15 februari 2011        | 25 april 2011           | 12 mei 2011             |
| 17  | Personal         | 22 februari 2011        | 2 mei 2011              | -                       |
| 18  | Harm's Way       | 1 maart 2011            | 9 mei 2011              | -                       |
| 19  | Enemy Within     | 22 maart 2011           | 9 mei 2011              | -                       |
| 20  | The Job          | 29 maart 2011           | 16 mei 2011             | -                       |
| 21  | Rocket Man       | 12 april 2011           | 16 mei 2011             | -                       |
| 22  | Plan B           | 3 mei 2011              | 23 mei 2011             | -                       |
| 23  | Imposters        | 10 mei 2011             | 23 mei 2011             | -                       |
| 24  | Familia          | 17 mei 2011             | 30 mei 2011             | -                       |

## Seizoen 3
Hoofdrollen seizoen 3
- Chris O'Donnell als G. Callen
- Daniela Ruah als Kensi Blye
- Eric Christian Olsen als Marty Deeks
- Barrett Foa als Eric Beale
- Renée Felice Smith als Nell Jones
- Linda Hunt als Hetty Lange
- LL Cool J als Sam Hanna

Terugkerende Rollen seizoen 3
- Rocky Carroll als Leon Vance
- Peter Cambor als Nate Getz
- Vyto Ruginis als Arkady Kolcheck
- Ella Thomas als Jada Khaled
- Claire Forlani als Lauren Hunter
- Christopher Lambert als Marcel Janvier
- Miguel Ferrer als Owen Granger

Speciale gastrollen seizoen 3
- Scott Caan als Danny Williams
- Daniel Dae Kim als Chin Ho Kelly

| Nr. | Titel aflevering         | Datum eerste uitzending | Datum eerste uitzending | Datum eerste uitzending |
| Nr. | Titel aflevering         | Verenigde Staten        | Nederland               | Vlaanderen              |
| --- | ------------------------ | ----------------------- | ----------------------- | ----------------------- |
| 1   | Lange, H.                | 20 september 2011       | 30 oktober 2011         | 30 oktober 2011         |
| 2   | Cyber Threat             | 27 september 2011       | 6 november 2011         | 3 november 2011         |
| 3   | Backstopped              | 4 oktober 2011          | 13 november 2011        | -                       |
| 4   | Deadline                 | 11 oktober 2011         | 20 november 2011        | -                       |
| 5   | Sacrifice                | 18 oktober 2011         | 27 november 2011        | -                       |
| 6   | Lone Wolf                | 25 oktober 2011         | 4 december 2011         | -                       |
| 7   | Honor                    | 1 november 2011         | 11 december 2011        | -                       |
| 8   | Greed                    | 8 november 2011         | 13 maart 2012           | -                       |
| 9   | Betrayal                 | 15 november 2011        | 20 maart 2012           | 23 februari 2012        |
| 10  | Debt, The                | 22 november 2011        | 27 maart 2012           | 1 maart 2012            |
| 11  | Higher Power             | 13 december 2011        | 3 april 2012            | -                       |
| 12  | The Watchers             | 3 januari 2012          | 10 april 2012           | -                       |
| 13  | Exit Strategy            | 10 januari 2012         | 17 april 2012           | -                       |
| 14  | Partners                 | 7 februari 2012         | 24 april 2012           | -                       |
| 15  | Crimeleon                | 14 februari 2012        | 1 mei 2012              | -                       |
| 16  | Blye, K                  | 21 februari 2012        | 8 mei 2012              | -                       |
| 17  | Blye, K Part 2           | 28 februari 2012        | 15 mei 2012             | -                       |
| 18  | The dragon and the fairy | 20 maart 2012           | 29 mei 2012             | -                       |
| 19  | Vengeance                | 27 maart 2012           | 5 juni 2012             | -                       |
| 20  | Patriot Act              | 10 april 2012           | 4 september 2012        | -                       |
| 21  | Touch of Death           | 1 mei 2012              | 18 september 2012       | 23 september 2012       |
| 22  | Neighbourhood Watch      | 8 mei 2012              | 25 september 2012       | 30 september 2012       |
| 23  | Sans Voir (part 1)       | 15 mei 2012             | 2 oktober 2012          | 7 oktober 2012          |
| 24  | Sans Voir (part 2)       | 15 mei 2012             | 9 oktober 2012          | 14 oktober 2012         |

## Seizoen 4
Hoofdrollen seizoen 4
- Chris O'Donnell als G. Callen
- Daniela Ruah als Kensi Blye
- Eric Christian Olsen als Marty Deeks
- Barrett Foa als Eric Beale
- Renée Felice Smith als Nell Jones
- Linda Hunt als Hetty Lange
- LL Cool J als Sam Hanna

Terugkerende rollen seizoen 4
- Miguel Ferrer als Owen Granger
- Peter Cambor als Nate Getz
- Katheleen Rose Perkins als Rose Schwartz
- Erik Palladino als Vostanik Sabatino
- Aunjanue Ellis als Michelle Hanna
- Vyto Ruginis als Arkady Kolcheck
- Christopher Lambert als Marcel Janvier

| Nr. | Titel aflevering  | Datum eerste uitzending | Datum eerste uitzending | Datum eerste uitzending |
| Nr. | Titel aflevering  | Verenigde Staten        | Nederland               | Vlaanderen              |
| --- | ----------------- | ----------------------- | ----------------------- | ----------------------- |
| 1   | Endgame           | 25 september 2012       | 23 oktober 2012         | 21 april 2013           |
| 2   | Recruit           | 2 oktober 2012          | 30 oktober 2012         | 28 april 2013           |
| 3   | The Fifth Man     | 9 oktober 2012          | 6 november 2012         | 5 mei 2013              |
| 4   | Dead Body Politic | 23 oktober 2012         | 13 november 2012        | 12 mei 2013             |
| 5   | Out Of The Past   | 30 oktober 2012         | 20 november 2012        | 19 mei 2013             |
| 6   | Rude Awakenings   | 13 november 2012        | 27 november 2012        | 26 mei 2013             |
| 7   | Skin Deep         | 20 november 2012        | 4 december 2012         | 2 juni 2013             |
| 8   | Collateral        | 27 november 2012        | 11 december 2012        | 9 juni 2013             |
| 9   | The Gold Standard | 11 december 2012        | 18 december 2012        | 16 juni 2013            |
| 10  | Free Ride         | 18 december 2012        | 27 augustus 2013        | -                       |
| 11  | Drive             | 8 januari 2013          | 3 september 2013        | -                       |
| 12  | Paper Soldiers    | 15 januari 2013         | 17 september 2013       | -                       |
| 13  | The Chosen One    | 29 januari 2013         | 24 september 2013       | -                       |
| 14  | Kill House        | 5 februari 2013         | 1 oktober 2013          | -                       |
| 15  | History           | 19 februari 2013        | 8 oktober 2013          | -                       |
| 16  | Lohkay            | 26 februari 2013        | 22 oktober 2013         | -                       |
| 17  | Wanted            | 5 maart 2013            | 29 oktober 2013         | -                       |
| 18  | Red (part 1)      | 19 maart 2013           | 5 november 2013         | -                       |
| 19  | Red (part 2)      | 26 maart 2013           | 12 november 2013        | -                       |
| 20  | Purity            | 9 april 2013            | 26 november 2013        | -                       |
| 21  | Resurrection      | 23 april 2013           | 3 december 2013         | -                       |
| 22  | Raven & The Swans | 30 april 2013           | 10 december 2013        | -                       |
| 23  | Parley            | 7 mei 2013              | 4 maart 2014            | -                       |
| 24  | Descent           | 14 mei 2013             | 11 maart 2014           | -                       |

## Seizoen 5
Hoofdrollen seizoen 5
- Chris O'Donnell als G. Callen
- Daniela Ruah als Kensi Blye
- Eric Christian Olsen als Marty Deeks
- Barrett Foa als Eric Beale
- Renée Felice Smith als Nell Jones
- Miguel Ferrer als Owen Granger
- Linda Hunt als Hetty Lange
- LL Cool J als Sam Hanna

Terugkerende rollen seizoen 5
- Peter Cambor als Nate Getz
- Aunjanue Ellis als Michelle Hanna
- Timothy V. Murphy als Isaak Sidorov
- Christopher Lambert als Marcel Janvier
- Alon Abutbul als Naseem Vaziri
- Vyto Ruginis als Arkady Kolcheck
- Mercedes Mason als Tali Del Campo
- Erik Palladino als Vostanik Sabatino
- Matthew Del Negro als Jack Simon

| Nr. | Titel aflevering     | Datum eerste uitzending | Datum eerste uitzending | Datum eerste uitzending |
| Nr. | Titel aflevering     | Verenigde Staten        | Nederland               | Vlaanderen              |
| --- | -------------------- | ----------------------- | ----------------------- | ----------------------- |
| 1   | Ascension            | 24 september 2013       | 18 maart 2014           | -                       |
| 2   | Impact               | 1 oktober 2013          | 25 maart 2014           | -                       |
| 3   | Omni                 | 8 oktober 2013          | 1 april 2014            | -                       |
| 4   | Reznikov, N          | 15 oktober 2013         | 8 april 2014            | -                       |
| 5   | Unwritten Rule       | 22 oktober 2013         | 15 april 2014           | -                       |
| 6   | Big Brother          | 29 oktober 2013         | 22 april 2014           |                         |
| 7   | The Livelong Day     | 5 november 2013         | 29 april 2014           | -                       |
| 8   | Fallout              | 12 november 2013        | 6 mei 2014              | -                       |
| 9   | Recovery             | 19 november 2013        | 13 mei 2014             | -                       |
| 10  | The Frozen Lake      | 26 november 2013        | 20 mei 2014             | -                       |
| 11  | Iron Curtain Rising  | 10 december 2013        | 27 mei 2014             | -                       |
| 12  | Merry Evasion        | 17 december 2013        | 3 juni 2014             | -                       |
| 13  | Allegiance           | 14 januari 2014         | 16 september 2014       | -                       |
| 14  | War Cries            | 4 februari 2014         | 23 september 2014       | -                       |
| 15  | Tuhon                | 25 februari 2014        | 30 september 2014       | -                       |
| 16  | Fish Out of Water    | 4 maart 2014            | 7 oktober 2014          | -                       |
| 17  | Between the Lines    | 28 maart 2014           | 14 oktober 2014         | -                       |
| 18  | Zero Days            | 25 maart 2014           | 21 oktober 2014         | -                       |
| 19  | Spoils of War        | 1 april 2014            | 28 oktober 2014         | -                       |
| 20  | Windfall             | 8 april 2014            | 4 november 2014         | -                       |
| 21  | Three Hearts         | 15 april 2014           | 11 november 2014        | -                       |
| 22  | One More Chance      | 29 april 2014           | 24 februari 2015        | -                       |
| 23  | Exposure             | 6 mei 2014              | 24 februari 2015        | -                       |
| 24  | Deep Trouble: Part 1 | 13 mei 2014             | 3 maart 2015            | -                       |

## Seizoen 6
Hoofdrollen seizoen 6
- Chris O'Donnell als G. Callen
- Daniela Ruah als Kensi Blye
- Eric Christian Olsen als Marty Deeks
- Barrett Foa als Eric Beale
- Renée Felice Smith als Nell Jones
- Miguel Ferrer als Owen Granger
- Linda Hunt als Hetty Lange
- LL Cool J als Sam Hanna

Terugkerende rollen seizoen 6
- Aunjanue Ellis als Michelle Hanna
- Vyto Ruginis als Arkady Kolcheck
- Mercedes Mason als Talie Del Campo
- Elizabeth Bogush als Joelle Taylor
- Alicia Coppola als Lisa Rand
- Peter Cambor als Nate Getz
- Rocky Carroll als Leon Vance
- Bar Paly als Anna "Anastasia" Kolcheck
- Daniel J. Travanti als Nikita Aleksandr Reznikov/Garrison

| Nr. | Titel aflevering     | Datum eerste uitzending | Datum eerste uitzending | Datum eerste uitzending |
| Nr. | Titel aflevering     | Verenigde Staten        | Nederland               | Vlaanderen              |
| --- | -------------------- | ----------------------- | ----------------------- | ----------------------- |
| 1   | Deep Trouble: Part 2 | 29 september 2014       | 3 maart 2015            | -                       |
| 2   | Inelegant Heart      | 6 oktober 2014          | 10 maart 2015           | -                       |
| 3   | Praesidium           | 13 oktober 2014         | 10 maart 2015           | -                       |
| 4   | The 3rd Choir        | 20 oktober 2014         | 17 maart 2015           | -                       |
| 5   | Black Budget         | 27 oktober 2014         | 17 maart 2015           | -                       |
| 6   | SEAL Hunter          | 3 november 2014         | 24 maart 2015           | -                       |
| 7   | LeiPei               | 10 november 2014        | 24 maart 2015           | -                       |
| 8   | The Grey Man         | 17 november 2014        | 7 april 2015            | -                       |
| 9   | Traitor              | 24 november 2014        | 7 april 2015            | -                       |
| 10  | Reign Fall           | 8 december 2014         | 14 april 2015           | -                       |
| 11  | Humbug               | 15 december 2014        | 14 april 2015           | -                       |
| 12  | Spiral               | 5 januari 2015          | 28 april 2015           | -                       |
| 13  | In the Line of Duty  | 19 januari 2015         | 5 mei 2015              | -                       |
| 14  | Black Wind           | 2 februari 2015         | 12 mei 2015             | -                       |
| 15  | Forest for the Trees | 9 februari 2015         | 19 mei 2015             | -                       |
| 16  | Expiration Date      | 23 februari 2015        | 26 mei 2015             | -                       |
| 17  | Savoir Faire         | 9 maart 2015            | 2 juni 2015             | -                       |
| 18  | Fighting Shadows     | 23 maart 2015           | 20 augustus 2015        | -                       |
| 19  | Blaze of Glory       | 30 maart 2015           | 27 augustus 2015        | -                       |
| 20  | Rage                 | 13 april 2015           | 3 september 2015        | -                       |
| 21  | Beacon               | 20 april 2015           | 10 september 2015       | -                       |
| 22  | Field of Fire        | 27 april 2015           | 17 september 2015       | -                       |
| 23  | Kolcheck, A.         | 11 mei 2015             | 24 september 2015       | -                       |
| 24  | Chernoff, K.         | 18 mei 2015             | 1 oktober 2015          | -                       |

## Seizoen 7
Hoofdrollen seizoen 7
- Chris O'Donnell als G. Callen
- Daniela Ruah als Kensi Blye
- Eric Christian Olsen als Marty Deeks
- Barrett Foa als Eric Beale
- Renée Felice Smith als Nell Jones
- Miguel Ferrer als Owen Granger
- Linda Hunt als Hetty Lange
- LL Cool J als Sam Hanna

Terugkerende rollen seizoen 7
- Peter Cambor als Nate Getz
- Mercedes Mason als Talia Del Campo
- Vyto Ruginis als Arkady Kolcheck
- Erik Palladino als Vostanik Sabatino
- Ravil Isyanov Anatoli Kirkin
- Ella Thomas als Jada Khaled
- Anslem Richardson als Tahir Khaled
- Pamela Reed als Roberta Deeks
- Elizabeth Bogush als Joelle Taylor
- Bar Paly als Anna Kolcheck
- Daniel J. Travanti als Nikita Aleksandr Reznikov/Garrison

Speciale gastrollen
- Michael Weatherly als Anthony "Tony" DiNozzo

| Nr. | Titel aflevering       | Datum eerste uitzending | Datum eerste uitzending | Datum eerste uitzending |
| Nr. | Titel aflevering       | Verenigde Staten        | Nederland               | Vlaanderen              |
| --- | ---------------------- | ----------------------- | ----------------------- | ----------------------- |
| 1   | Active Measures        | 21 september 2015       | 8 oktober 2015          | -                       |
| 2   | Citadel                | 28 september 2015       | 15 oktober 2015         | -                       |
| 3   | Driving Miss Diaz      | 5 oktober 2015          | 22 oktober 2015         | -                       |
| 4   | Command & Control      | 12 oktober 2015         | 29 oktober 2015         | -                       |
| 5   | Blame It on Rio        | 19 oktober 2015         | 5 november 2015         | -                       |
| 6   | Unspoken               | 2 november 2015         | 12 november 2015        | -                       |
| 7   | An Unlocked Mind       | 9 november 2015         | 19 november 2015        | -                       |
| 8   | The Long Goodbye       | 16 november 2015        | 26 november 2015        | -                       |
| 9   | Defectors              | 23 november 2015        | 21 januari 2016         | -                       |
| 10  | Internal Affairs       | 7 december 2015         | 28 januari 2016         | -                       |
| 11  | Cancel Christmas       | 14 december 2015        | 4 februari 2016         | -                       |
| 12  | Core Values            | 4 januari 2016          | 11 februari 2016        | -                       |
| 13  | Angels & Deamons       | 18 januari 2016         | 18 februari 2016        | -                       |
| 14  | Come back              | 25 januari 2016         | 25 februari 2016        | -                       |
| 15  | Matryoska              | 8 februari 2016         | 10 maart 2016           | -                       |
| 16  | Matryoska part 2       | 22 februari 2016        | 17 maart 2016           | -                       |
| 17  | Revenge Deferred       | 29 februari 2016        | 24 maart 2016           | -                       |
| 18  | Exchange Rate          | 14 maart 2016           | 31 maart 2016           | -                       |
| 19  | The seventh child      | 21 maart 2016           | 7 april 2016            | -                       |
| 20  | Seuol man              | 28 maart 2016           | 14 april 2016           | -                       |
| 21  | Head of the snake      | 11 april 2016           | 21 april 2016           | -                       |
| 22  | Granger, O             | 18 april 2016           | 28 april 2016           | -                       |
| 23  | Where there's smoke... | 25 april 2016           | 5 mei 2016              | -                       |
| 24  | Talion                 | 2 mei 2016              | 12 mei 2016             | -                       |

## Seizoen 8
Hoofdrollen seizoen 8
- Chris O'Donnell als Grisha Callen
- Daniela Ruah als Kensi Blye
- Eric Christian Olsen als Marty Deeks
- Barrett Foa als Eric Beale
- Renée Felice Smith als Nell Jones
- Miguel Ferrer als Owen Granger
- Linda Hunt als Hetty Lange
- LL Cool J als Sam Hanna

Terugkerende rollen seizoen 8
- Peter Cambor als Nate Getz
- Bar Paly als Anna "Anastasia" Kolcheck
- Vyto Ruginis als Arkady Kolcheck
- Aunjanue Ellis als Michelle Hanna
- India de Beaufort als Alexandra "Alex" Reynolds
- Jackson Hurst als Corbin Duggan
- Lisa Maley Sue Chen
- Kurt Yaeger als Sullivan/Ferris
- Elizabeth Bogush als Joelle Taylor/Beth
- Erik Palladino als Vostanik Sabatino
- Anslem Richardson als Tahir Khaled
- John M. Jackson als A.J. Chegwidden
- Laura Harring als Julia Feldman
- Daniel J. Travanti als Nikita Aleksandr Reznikov/Garrison

| Nr. | Titel aflevering           | Datum eerste uitzending | Datum eerste uitzending | Datum eerste uitzending |
| Nr. | Titel aflevering           | Verenigde Staten        | Nederland               | Vlaanderen              |
| --- | -------------------------- | ----------------------- | ----------------------- | ----------------------- |
| 1   | High-Value Target          | 25 september 2016       | 8 februari 2017         | -                       |
| 2   | Belly Of The Beast         | 25 september 2016       | 8 februari 2017         | -                       |
| 3   | The Queen's Gambit         | 2 oktober 2016          | 15 februari 2017        | -                       |
| 4   | Black Market               | 16 oktober 2016         | 15 februari 2017        | -                       |
| 5   | Ghost Gun                  | 23 oktober 2016         | 22 februari 2017        | -                       |
| 6   | Home Is Where The Heart Is | 30 oktober 2016         | 22 februari 2017        | -                       |
| 7   | Crazy Train                | 6 november 2016         | 1 maart 2017            | -                       |
| 8   | Parallel Resistors         | 13 november 2016        | 8 maart 2017            | -                       |
| 9   | Glasnost                   | 20 november 2016        | 15 maart 2017           | -                       |
| 10  | Sirens                     | 27 november 2016        | 22 maart 2017           | -                       |
| 11  | Tidings We Bring           | 18 december 2016        | 29 maart 2017           | -                       |
| 12  | Kulinda                    | 8 januari 2017          | 5 april 2017            | -                       |
| 13  | Hot Water                  | 15 januari 2017         | 12 april 2017           | -                       |
| 14  | Under Siege                | 29 januari 2017         | 19 april 2017           | -                       |
| 15  | Payback                    | 19 februari 2017        | 26 april 2017           | -                       |
| 16  | Old Tricks                 | 5 maart 2017            | 3 mei 2017              | -                       |
| 17  | Queen Pin                  | 12 maart 2017           | 10 mei 2017             | -                       |
| 18  | Getaway                    | 19 maart 2017           | 17 mei 2017             | -                       |
| 19  | 767                        | 26 maart 2017           | 24 mei 2017             | -                       |
| 20  | From Havana With Love      | 9 april 2017            | 31 mei 2017             | -                       |
| 21  | Battle Scars               | 23 april 2017           | 7 juni 2017             | -                       |
| 22  | Golden Days                | 30 april 2017           | 14 juni 2017            | -                       |
| 23  | Uncaged                    | 7 mei 2017              | 21 juni 2017            | -                       |
| 24  | Unleashed                  | 14 mei 2017             | 28 juni 2017            | -                       |

## Seizoen 9
Hoofdrollen seizoen 9
- Chris O'Donnell als Grisha Callen
- Daniela Ruah als  Kensi Blye
- Eric Christian Olsen als Marty Deeks
- Barrett Foa als Eric Beale
- Renée Felice Smith als Nell Jones
- Linda Hunt als Hetty Lange
- LL Cool J als Sam Hanna
- Nia Long als Shay Mosley

Terugkerende rollen seizoen 9
- Bar Paly als Anastasia "Anna" Kolcheck
- Andrea Bordeaux als Harley Hidoko
- Jeff Kober als Harris Keane
- Vyto Ruginis als Arkady Kolcheck
- John M. Jackson als A.J. Chegwidden
- Elizabeth Bogush als Joelle Taylor
- Daniel J. Travanti als Nikita Aleksandr Reznikov / Garrison

| Nr. | Titel aflevering                | Datum eerste uitzending | Datum eerste uitzending | Datum eerste uitzending | Samenvatting                                                     |
| Nr. | Titel aflevering                | Verenigde Staten        | Nederland               | Vlaanderen              | Samenvatting                                                     |
| --- | ------------------------------- | ----------------------- | ----------------------- | ----------------------- | ---------------------------------------------------------------- |
| 1   | Party Crashers                  | 1 oktober 2017          | 9 oktober 2017          |                         |                                                                  |
| 2   | Se Murio El Payaso              | 8 oktober 2017          | 16 oktober 2017         |                         |                                                                  |
| 3   | Assets                          | 15 oktober 2017         | 23 oktober 2017         |                         |                                                                  |
| 4   | Plain Sight                     | 22 oktober 2017         | 30 oktober 2017         |                         |                                                                  |
| 5   | Mountbank                       | 29 oktober 2017         | 6 november 2017         |                         |                                                                  |
| 6   | Can I Get A Witness?            | 5 november 2017         | 13 november 2017        |                         |                                                                  |
| 7   | The Silo                        | 12 november 2017        | 20 november 2017        |                         |                                                                  |
| 8   | This Is What We Do              | 19 november 2017        | 27 november 2017        |                         |                                                                  |
| 9   | Fool Me Twice                   | 26 november 2017        | 6 maart 2018            |                         |                                                                  |
| 10  | Forasteira                      | 10 december 2017        | 13 maart 2018           |                         |                                                                  |
| 11  | All is Bright                   | 17 december 2017        | 20 maart 2018           |                         |                                                                  |
| 12  | Under Pressure                  | 7 januari 2018          | 27 maart 2018           |                         |                                                                  |
| 13  | Cac Tu Nhan                     | 14 januari 2018         | 3 april 2018            |                         |                                                                  |
| 14  | Goodbye, Vietnam                | 11 maart 2018           | 10 april 2018           |                         | Hetty wordt bevrijd uit Vietnam door Callen, Sam, Kensi en Deeks |
| 15  | Liabilities                     | 18 maart 2018           | 17 april 2018           |                         |                                                                  |
| 16  | Warrior of Peace                | 25 maart 2018           | 24 april 2018           |                         |                                                                  |
| 17  | The Monster                     | 1 april 2018            | 1 mei 2018              |                         |                                                                  |
| 18  | Vendetta                        | 8 april 2018            | 8 mei 2018              |                         |                                                                  |
| 19  | Outside the Lines               | 22 april 2018           | 15 mei 2018             |                         |                                                                  |
| 20  | Reentry                         | 29 april 2018           | 22 mei 2018             |                         |                                                                  |
| 21  | Where Everybody Knows Your Name | 6 mei 2018              | 29 mei 2018             |                         |                                                                  |
| 22  | Venganza                        | 13 mei 2018             | 5 juni 2018             |                         |                                                                  |
| 23  | A Line in the Sand              | 20 mei 2018             | 12 juni 2018            |                         |                                                                  |
| 24  | Ninguna Salida                  | 20 mei 2018             | 19 juni 2018            |                         | De ontvoerde zoon van Mosley wordt gered                         |

## Seizoen 10
Hoofdrollen seizoen 10
- Chris O'Donnell als Grisha Callen
- Daniela Ruah als  Kensi Blye
- Eric Christian Olsen als Marty Deeks
- Barrett Foa als Eric Beale
- Renée Felice Smith als Nell Jones
- Linda Hunt als Hetty Lange
- LL Cool J als Sam Hanna
- Nia Long als Shay Mosley

Terugkerende rollen seizoen 10
- Vyto Ruginis als Arkady Kolcheck
- Bar Paly als Anastasia "Anna" Kolcheck
- Elizabeth Bogush als Joelle Taylor
- Erik Palladino als Vostanik Sabatino
- Mercedes Mason als Talia Del Campo
- Daniel J. Travanti als Nikita Aleksandr Reznikov / Garrison
- Esai Morales als Louis Occhoa
- Peter Jacobson als John Rogers
- Marsha Thomason als Nicole Dechamps
- Medalion Rahimi als Fatima Namazi

Speciale gastrollen
- David James Elliott als XO Captain Harmon "Harm" Rabb Jr.
- Catherine Bell als Lieutenant-Colonel Sarah "Mac" MacKenzie

| Nr. | Titel aflevering          | Datum eerste uitzending | Datum eerste uitzending | Datum eerste uitzending | Samenvatting |
| Nr. | Titel aflevering          | Verenigde Staten        | Nederland               | Vlaanderen              | Samenvatting |
| --- | ------------------------- | ----------------------- | ----------------------- | ----------------------- | --- |
| 1   | To Live and Die in Mexico | 30 september 2018       | 1 maart 2019            |                         | De gevolgen van de reddingsactie van de ontvoerde zoon van Mosley zijn groot. |
| 2   | Superhuman                | 7 oktober 2018          | 1 maart 2019            |                         | Nadat het prototype voor een tactisch aanvalspak is gestolen uit een basis van de marine en wordt gebruikt in een sieradenoverval in Beverly Hills, moet het team bepalen wie het pak heeft gestolen en wat het volgende doelwit is. |
| 3   | The Prince                | 14 oktober 2018         | 8 maart 2019            |                         | Callen en Sam moeten de plaatsvervangend kroonprins Kamal beschermen nadat een onbekende huurmoordenaar zijn pijlen heeft gericht op de prins bij zijn aankomst in Los Angeles. |
| 4   | Hit List                  | 21 oktober 2018         | 8 maart 2019            |                         | Het team is in gevaar nadat hun foto´s, evenals de namen van Mosley en haar zoon, op een hitlijst staan. |
| 5   | Pro Se                    | 28 oktober 2018         | 15 maart 2019           |                         | Terwijl ze NCIS helpt bij een undercoveroperatie, wordt informant Elizabeth Williams gearresteerd en kan het team haar geen alibi geven. |
| 6   | Asesinos                  | 4 november 2018         | 15 maart 2019           |                         | Het team probeert Mosley te vinden nadat ze een huurmoordenaar van het kartel heeft vermoord en van de aardbodem is verdwenen. |
| 7   | One of Us                 | 11 november 2018        | 22 maart 2019           |                         | Het team werkt samen met het ministerie van Buitenlandse Zaken nadat de moord op een wapenhandelaar is verbonden met een reeks misdaden die schijnbaar zijn uitgevoerd door iemand die een speciale training heeft gehad. |
| 8   | The Patton Project        | 18 november 2018        | 22 maart 2019           |                         | Adjunct-directeur Ochoa helpt het NCIS-team bij een geheime operatie die verband houdt met een terroristische groepering die voor extreme militaire macht pleit. |
| 9   | A Diamond in the Rough    | 25 november 2018        | 29 maart 2019           |                         | Het team onderzoekt de inbraak bij kapitein Dean Hadlow. |
| 10  | Heist                     | 9 december 2018         | 29 maart 2019           |                         | Door een zeer doordachte bankroof om slechts één kluis te stelen wordt het NCIS-team geforceerd het corrupte bedrijf van Veronica Stephens te onderzoeken. |
| 11  | Joyride                   | 16 december 2018        | 5 april 2019            |                         | In deze kerstaflevering wordt het team vergezeld door NCIS-agent Nicole DeChamps nadat een marinier met een voorgeschiedenis van PTSS verdwijnt na een dronken en wanordelijke ruzie. |
| 12  | The Sound of Silence      | 6 januari 2019          | 5 april 2019            |                         | Nadat het hoofd van de logistiek voor een marine-wapenstation in elkaar stort, moet het NCIS-team bepalen of dit een terreurdreiging of een door stress veroorzaakt is. |
| 13  | Better Angels             | 13 januari 2019         | 12 april 2019           |                         | Kensi raakt betrokken bij een emotionele zaak. |
| 14  | Smokescreen               | 27 januari 2019         | 12 april 2019           |                         | In deze aflevering werkt het team samen met de FBI om een terroristische groep in Los Angeles te vinden, die zich vermoedelijk voorbereidt op een dreigende aanval. |
| 15  | Smokescreen, Part II      | 17 februari 2019        | 19 april 2019           |                         | Na een aanslag in een bioscoop, probeert het team een terroristische groep in Los Angeles te vinden. |
| 16  | Into the Breach           | 3 maart 2019            | 19 april 2019           |                         | Het team onderzoekt de moord op een journalist, terwijl Kensi en Derks zich voorbereiden op de bruiloft. |
| 17  | Till Death Do Us Part     | 17 maart 2019           | 26 april 2019           |                         | Kensi en Deeks gaan trouwen. |
| 18  | Born To Run               | 24 maart 2019           | 26 april 2019           |                         | Nell raakt persoonlijk betrokken bij een zaak. |
| 19  | Searching                 | 31 maart 2019           | 3 mei 2019              |                         | Afdeling van Justitie Agent Lance Hamilton vraagt om de hulp van Sam bij het vinden van een voormalige officier van de Amerikaanse grenspolitie. Hij is verdwenen na een dreiging van het kartel. Ook Kensi en de speciaal agent Steve Evans van het Criminal Investigative Department van het leger werken samen aan een gevaarlijke missie om een gestolen harde schijf met gevoelige militaire intelligentie erop te herstellen. |
| 20  | Choke Point               | 14 april 2019           | 3 mei 2019              |                         | Sam belooft uit respect voor de broederschap persoonlijk een verdachte te arresteren voor het aanvallen van een SEAL tijdens een veiligheidsopdracht voor een succesvolle marihuana apotheek. |
| 21  | The One That Got Away     | 28 april 2019           | 10 mei 2019             |                         | Anna Kolcheck is met haar celgenoot uit de gevangenis ontsnapt. Nu moeten Callen en de rest van het team bij het onderzoek assisteren en zoeken ze naar haar verblijfplaats. |
| 22  | No More Secrets           | 5 mei 2019              | 10 mei 2019             |                         | Het team reist naar Cuba voor een niet onbevoegde missie nadat Callen een tip krijgt over de verblijfplaats van Anna Kolcheck. De ontvoerde vader van Callen blijkt betrokken bij de zaak. |
| 23  | The Guardian              | 12 mei 2019             | 17 mei 2019             |                         | Het team ontdekt IS-sympathisanten die een aanval op Amerikaanse vliegdekschepen plannen. De terreurdreiging leidt tot een samenwerking tussen Callen, Sam en de kapitein van de USS Intrepid. |
| 24  | False Flag                | 19 mei 2019             | 24 mei 2019             |                         | Callen en Sam werken met marine kapitein Harmon Rabb Jr. om een groep IS-sympathisanten te vinden aan boord van de USS Allegiance. Ook zet Hetty haar vriend luitenant-kolonel Sarah Mackenzie in om informatie te krijgen van een Russische diplomaat. Het seizoen komt tot een climax wanneer Kensi en Deeks in gevecht raken met leden van IS.                                                                                   |

## Seizoen 11
Hoofdrollen seizoen 11
- Chris O'Donnell als Grisha Callen
- Daniela Ruah als  Kensi Blye
- Eric Christian Olsen als Marty Deeks
- Barrett Foa als Eric Beale
- Renée Felice Smith als Nell Jones
- Linda Hunt als Hetty Lange
- LL Cool J als Sam Hanna
- Medalion Rahimi als Fatima Namazi

Gastrollen seizoen 11
- David James Elliott als XO Captain Harmon "Harm" Rabb Jr.
- Catherine Bell als Lieutenant-Colonel Sarah "Mac" MacKenzie
- Bill Goldberg als Lance Hamilton, DOJ Agent
- Alyssa Diaz als Jasmine Garcia, NCIS Special Agent
- Don Wallace als Navy Seal Senior Chief Frank Wallace
- Erik Palladino als CIA Officer Vostanik Sabatino
- Natassia Halabi als Mossad Agent Eliana Sapir
- Gerald McRaney als Hollace Kilbride, Retired Navy Admiral
- Gil Birmingham als Navy Captain Steven Douglas
- Wesam Keesh als Eshan Navid
- Moon Bloodgood als Katherine Casillas
- Vinnie Jones als Ricky Dorsey
- Steve Valentine als Frankie Bolton
- Melise als Jennifer Kim

Noot: Op 12 maart 2020 liet CBS weten dat de opnamen van seizoen 11 waren opgeschort vanwege de coronavirus-pandemie. Hierdoor kwamen aflevering 23 en 24 te vervallen.
| Nr. | Titel aflevering         | Datum eerste uitzending | Datum eerste uitzending | Datum eerste uitzending | Samenvatting |
| Nr. | Titel aflevering         | Verenigde Staten        | Nederland               | Vlaanderen              | Samenvatting |
| --- | ------------------------ | ----------------------- | ----------------------- | ----------------------- | --- |
| 1   | Let Fate Decide          | 29 september 2019       | 11 oktober 2019         |                         | Callen en Sam werken met Navy Capt. Harmon Rabb Jr. om spionnen aan boord van de USS Allegiance te arresteren; Hetty probeert een raketaanval in het Midden-Oosten te neutraliseren; Kensi en Deeks zitten gevangen in een mobiele CIA-eenheid in Irak terwijl ze worden aangevallen.          |
| 2   | Decoy                    | 6 oktober 2019          | 18 oktober 2019         |                         | Geconfronteerd met meerdere zaken wereldwijd, splitst het team zich op, waarbij Callen en Sam in Tel Aviv werken, terwijl Kensi samenwerkt met Ministerie van Justitie-agent Lance Hamilton in Los Angeles.                                                                                    |
| 3   | Hail Mary                | 13 oktober 2019         | 25 oktober 2019         |                         | Admiraal Kilbride vraagt de hulp van het team om een ontvoerde marine-inlichtingenofficier te helpen redden, maar het team ergert zich aan het achterhouden van informatie. |
| 4   | Yellow Jack              | 20 oktober 2019         | 1 november 2019         |                         | De moord op een marineluitenant leidt het team naar een mogelijke ebola-uitbraak - Callen en Sam controleren haar schip, de USS Allegiance, terwijl Kensi en Deeks haar bewegingen volgen na het verlaten van het schip.                                                                       |
| 5   | Provenance               | 27 oktober 2019         | 8 november 2019         |                         | Het NCIS-team zoekt naar een gestolen schilderij met een waarde van $ 40 miljoen, nadat online chatter aangeeft dat het kunstwerk op de zwarte markt wordt verkocht om terroristische activiteiten te financieren.                                                                             |
| 6   | A Bloody Brilliant Plan  | 3 november 2019         | 15 november 2019        |                         | Het NCIS-team schaart zich met tegenzin om twee voormalige criminelen uit Engeland, Ricky Dorsey en Frankie Bolton, nadat een machtige wapenhandelaar Ricky's dochter ontvoert in een poging een gevaarlijk wapensysteem te verkrijgen.                                                        |
| 7   | Concours D'Elegance      | 10 november 2019        | 22 november 2019        |                         | Het team onderzoekt de diefstal van het prototype van een onderwaterdrone. Callen en Sam kruisen opnieuw het pad van verzekeringsmakelaar Katherine Casillas. |
| 8   | Human Resources          | 17 november 2019        | 29 november 2019        |                         | Een luitenant van de marine verdwijnt van de plaats van een auto-ongeluk. Het NCIS-team ontdekt dat zijn laptop vermist is, samen met vertrouwde informatie voor gepensioneerde Navy SEAL's.                                                                                                   |
| 9   | Kill Beale: Vol. 1       | 24 november 2019        | 21 februari 2020        |                         | Callen en Sam reizen naar San Francisco om Beale te zoeken nadat hij werd ontvoerd tijdens een clandestiene missie voor Hetty. |
| 10  | Mother                   | 1 december 2019         | 28 februari 2020        |                         | Akhos Laos, een voormalige agent van Black Ops, en getraind door Hetty Lange, keert terug om wraak te nemen op Hetty voor het leven waaraan ze hem introduceerde. |
| 11  | Answers                  | 8 december 2019         | 6 maart 2020            |                         | Terwijl het team de diefstal van een computervirus onderzoekt, beschouwen Callen en Sam hun toekomst bij het bureau. Kensi en Deeks bespreken het krijgen van kinderen en Eric en Nell analyseren de impact van Erics undercoveropdracht op hun relatie. Ook volgt het team Mara, een bankier. |
| 12  | Groundwork               | 5 januari 2020          | 13 maart 2020           |                         | CIA-officier Veronica Stephens vraagt het NCIS-team om hulp. Een landbouwingenieur vroeg haar om te helpen naar de Verenigde Staten te vluchten, maar verdween. |
| 13  | High Society             | 12 januari 2020         | 20 maart 2020           |                         | Na een toename van sterfgevallen als gevolg van opioïdengebruik op de zwarte markt, vindt het NCIS-team een link tussen de straatdrug en financiering voor terroristische activiteiten. |
| 14  | Commitment Issues        | 16 februari 2020        | 27 maart 2020           |                         | Het NCIS-team onderzoekt de moord op een oorlogsingenieur. Callen vraagt Nell om hem te helpen bij een wereldwijde zoektocht naar Anna's verblijfplaats. |
| 15  | The Circle               | 23 februari 2020        | 3 april 2020            |                         | Anna Kolcheck keert terug om Callen te waarschuwen dat hij in gevaar is en hij nu moet samenwerken met een aartsvijand om een bende te stoppen. |
| 16  | Alsiyadun                | 1 maart 2020            | 10 april 2020           |                         | Wanneer Fatima gevangen wordt genomen tijdens een missie en wordt vastgehouden voor losgeld, zoeken Callen en Sam een undercover CIA-agent om haar terug te krijgen. |
| 17  | Watch Over Me            | 8 maart 2020            | 17 april 2020           |                         | Wanneer een FBI-agent wordt gedood terwijl zij probeert de locatie van een undercover agent te traceren, moet NCIS de vermiste agent vinden voordat de criminelen dat doen. |
| 18  | Missing Time             | 22 maart 2020           | 24 april 2020           |                         | Terwijl NCIS onderzoek doet naar de verdwijning van een defensieofficier die een recente UFO-waarneming aan het onderzoeken was, neemt Anna een moedige beslissing over haar toekomst. |
| 19  | Fortune Favors The Brave | 29 maart 2020           | 1 mei 2020              |                         | Sam probeert Roundtree te redden, een nieuwe agent die een avontuurlijke eerste werkdag heeft, wanneer hij per ongeluk een bom activeert. Nell neemt een beslissing over haar toekomst bij NCIS.                                                                                               |
| 20  | Knock Down               | 12 april 2020           | 8 mei 2020              |                         | Het team staat Justitie bij in het onderzoek naar de brandstichting in een FBI-safehouse, waar een vluchtelinge uit Venezuela verblijft. Eric kampt met de nasleep van het vertrek van Nell uit het team.                                                                                      |
| 21  | Murder of Crows          | 19 april 2020           | 15 mei 2020             |                         | Het team helpt een voormalige technische operator van NCIS bij het zoeken naar haar vermiste ex-partner. |
| 22  | Code of Conduct          | 26 april 2020           | 22 mei 2020             |                         | Sam, Callen en Roundtree reizen naar Afghanistan om te helpen met een zaak, nadat twee SEAL's beweren dat hun chef een ongewapende gevangene heeft vermoord. |

## Seizoen 12
Hoofdrollen seizoen 12
- Chris O'Donnell als Grisha Callen
- Daniela Ruah als  Kensi Blye
- Eric Christian Olsen als Marty Deeks
- Barrett Foa als Eric Beale
- Renée Felice Smith als Nell Jones
- Linda Hunt als Hetty Lange
- LL Cool J als Sam Hanna
- Medalion Rahimi als Fatima Namazi
- Caleb Castille als Devin Roundtree

Terugkerende rollen seizoen 12
- Vyto Ruginis als Arkady Kolcheck
- Bar Paly als Anna Kolcheck
- Erik Palladino als Vostanik Sabatino
- Elizabeth Bogush als Joelle Taylor
- Kayla Smith als Kamran Hanna
- Gerald McRaney als Hollace Kilbride
- Ravil Isyanov als Anatoli Kirkin

| Nr. | Titel aflevering           | Datum eerste uitzending | Datum eerste uitzending | Datum eerste uitzending | Samenvatting |
| Nr. | Titel aflevering           | Verenigde Staten        | Nederland               | Vlaanderen              | Samenvatting |
| --- | -------------------------- | ----------------------- | ----------------------- | ----------------------- | --- |
| 1   | The Bear                   | 8 november 2020         | 22 september 2021       |                         | Een Russische bommenwerper raakt vermist terwijl hij over Amerikaanse bodem vliegt. Callen en Sam moeten hem opsporen in de woestijn en de wapens en informatie veiligstellen, voordat de Russen aan boord het vliegtuig vernietigen. Ook geeft Hetty Nell een cryptische opdracht.                      |
| 2   | War Crimes                 | 15 november 2020        | 29 september 2021       |                         | Als het proces begint tegen een hoofdcommissaris die Callen en Sam vorig jaar arresteerden voor oorlogsmisdaden, moet het team helpen om de vermiste kroongetuige te vinden. |
| 3   | Angry Karen                | 22 november 2020        | 6 oktober 2021          |                         | Nell stuurt Sam om een informant te ontmoeten die van plan is een militair geheim te vertellen. Wanneer de man hem probeert te vermoorden, komt Hanna's leven in gevaar. Ondertussen disputeren Kensi en Deeks over of ze hun eerste huis gaan kopen.                                                    |
| 4   | Cash Flow                  | 6 december 2020         | 13 oktober 2021         |                         | Tijdens een overval vinden dieven het lichaam van een vermoorde marine-reservist en NCIS moet samenwerken met de inbrekers om de moordenaar te vinden. Kensi en Deeks vragen zich af of ze klaar zijn om de sprong te wagen en een huis te kopen.                                                        |
| 5   | Raising the Dead           | 6 december 2020         | 20 oktober 2021         |                         | Om informatie te krijgen over een kwestie van nationale veiligheid, komt Kensi oog in oog te staan met een sociopaat die geobsedeerd is door haar sinds ze hem jaren geleden in de gevangenis zette. Deeks is wanhopig om Kensi te beschermen, maar wordt gedwongen om NCIS te verlaten.                 |
| 6   | If The Fates Allow         | 13 december 2020        | 27 oktober 2021         |                         | Vlak voor Kerst wijst Hetty Callen een persoonlijke zaak aan. Zijn voormalige pleegbroer en diens vrouw worden bij terugkeer naar de Verenigde Staten beschuldigd van het smokkelen van drugs over de grens in haar zuurstoftanks. Ook worstelt Deeks met het verliezen van zijn baan bij NCIS.          |
| 7   | Overdue                    | 3 januari 2021          | 3 november 2021         |                         | Een moordonderzoek naar een man die militaire informatie verkocht, leidt tot de ontvoering van een arts wiens geavanceerde neurotechnologie kan worden gebruikt voor het ontwikkelen van wapens. Ondertussen worden teamleden geïnterviewd door FLETC om te zien of Deeks een goede NCIS-agent zou zijn. |
| 8   | Love Kills                 | 10 januari 2021         | 10 november 2021        |                         | NCIS onderzoekt de moord op een man die op het punt stond een enorme namaakoperatie te onthullen. Hun hoofdverdachte is een oude bekende en onthult de ware reden voor haar terugkeer. Ondertussen worstelt Deeks tijdens de training om een officiële NCIS-agent te worden.                             |
| 9   | A Fait Accompli            | 17 januari 2021         | 17 november 2021        |                         | NCIS spoort een leider van de georganiseerde misdaad op die gestolen defensietechnologie probeert te kopen. Ondertussen wordt Deeks uit de NCIS-training gegooid en ontdekt dat Hetty een grote verrassing voor hem in petto heeft.                                                                      |
| 10  | The Frogman's Daughter     | 14 februari 2021        | 24 november 2021        |                         | Wanneer Sams dochter wordt ontvoerd na het leiden van protesten, doet hij er alles aan om haar te vinden. Ondertussen sluit Deeks zich weer aan bij NCIS en zoekt Callen naar de waarheid over Anna. |
| 11  | Russia, Russia, Russia     | 21 februari 2021        | 1 december 2021         |                         | Callen gaat naar het National Counterterrorism Center om een Rus te verhoren over het neergestorte vliegtuig die hij maanden eerder onderzocht. Maar de rollen worden omgedraaid als Callen ervan beschuldigd wordt een Russische agent te zijn.                                                         |
| 12  | Can't Take My Eyes Off You | 28 februari 2021        | 8 december 2021         |                         | Nadat Callen een cryptisch bericht van Hetty heeft ontvangen, spoort hij de persoon op die hem achtervolgt. Dit brengt hem naar een afgelegen locatie waar het wemelt van de Russen en hij komt oog in oog met Anna te staan.                                                                            |
| 13  | Red Rover, Red Rover       | 28 maart 2021           | 15 december 2021        |                         | Om Joelle te redden van verdere marteling door de Russen, gebruikt het NCIS-team Anna als lokaas. Callen ontdekt eindelijk wie hem ervan beschuldigde een Russische spion te zijn. |
| 14  | The Noble Maidens          | 4 april 2021            | 22 december 2021        |                         | Het team ontdekt dat Anna wordt vastgehouden door een groep die verbonden is met haar jeugd. Ze moeten haar redden voordat ze wordt teruggestuurd naar Rusland. Ondertussen doet admiraal Kilbride Nell een serieus aanbod.                                                                              |
| 15  | Imposter Syndrome          | 2 mei 2021              | 29 december 2021        |                         | NCIS bemachtigt een harde schijf met een realistische deep fake video van een overleden terrorist en moet de gevaarlijke technologie die erachter zit terughalen. De communicatiemiddelen van het team worden echter tijdens hun missie gestolen.                                                        |
| 16  | Signs of Change            | 9 mei 2021              | 5 januari 2022          |                         | Wanneer militaire technologie wordt gestolen, helpt een dove ingenieur die het enige lid van haar team was dat de diefstal overleefde, Kensi en NCIS de technologie op te sporen voordat deze het land uit is.                                                                                           |
| 17  | Through The Looking Glass  | 16 mei 2021             | 12 januari 2022         |                         | Wanneer een marine-inlichtingenofficier wordt gemarteld en vermoord, moet NCIS samenwerken met Joelle, die hen informeert dat andere CIA-agenten op dezelfde manier worden vermoord. Ook ontvangt Kensi een dreigende ansichtkaart van David Kessler, de sociopaat die door haar geobsedeerd is.         |
| 18  | A Tale of Two Igors        | 23 mei 2021             | 19 januari 2022         |                         | Deeks wordt ontvoerd door een medewerker van Kirkin die zijn hulp nodig heeft. NCIS onderzoekt het neerschieten van een gemilitariseerde dolfijn die is uitgerust met een Russische microchip. Ook doet Beale Nell een interessant aanbod en keert Hetty terug.                                          |

## Seizoen 13
Hoofdrollen seizoen 13
- Chris O'Donnell als Grisha Callen
- Daniela Ruah als  Kensi Blye
- Eric Christian Olsen als Marty Deeks
- Linda Hunt als Hetty Lange
- LL Cool J als Sam Hanna
- Medalion Rahimi als Fatima Namazi
- Caleb Castille als Devin Roundtree
- Gerald McRaney als Hollace Kilbride

Terugkerende rollen seizoen 13
- Vyto Ruginis als Arkady Kolcheck
- Bar Paly als Anna Kolcheck
- Erik Palladino als Vostanik Sabatino
- Elizabeth Bogush als Joelle Taylor
- Peter Cambor als Nate Getz
- Natalia Del Riego als Rosa Reyes

| Nr. | Titel aflevering          | Datum eerste uitzending | Datum eerste uitzending | Datum eerste uitzending | Samenvatting |
| Nr. | Titel aflevering          | Verenigde Staten        | Nederland               | Vlaanderen              | Samenvatting |
| --- | ------------------------- | ----------------------- | ----------------------- | ----------------------- | --- |
| 1   | Subject 17                | 10 oktober 2021         | 26 januari 2022         |                         | Teamleider Callen denkt dat afdelingsmanager Hetty geheimen over zijn verleden verborgen houdt. Ondertussen duikt Joelle op tijdens haar missie om Katya te vangen. NCIS heeft daarnaast de opdracht om een informante te vinden wier leven in gevaar is. |
| 2   | Fukushu                   | 17 oktober 2021         | 2 februari 2022         |                         | NCIS pakt een zaak persoonlijk op wanneer de vader van een LAPD-agent, een geliefde, bejaarde Japans-Amerikaanse veteraan, het slachtoffer wordt van een wreed haatmisdrijf. |
| 3   | Indentured                | 24 oktober 2021         | 9 februari 2022         |                         | Bij een zaak na de dood van meerdere ATF-agenten botsen Sam en Kilbride. In het onderzoek valt de verdenking op een vriend van Kilbride, deze zou milities wapens leveren. |
| 4   | Sorry For Your Loss       | 31 oktober 2021         | 16 februari 2022        |                         | Callen is nog steeds op zoek naar Katya, de rest van het team gaat op zoek naar een vrachtwagen met gestolen wapens. |
| 5   | Divided We Fall           | 7 november 2021         | 23 februari 2022        |                         | Een NCIS-missie met een undercoveragent loopt helemaal mis. Er volgt een intern onderzoek met een verrassende uitkomst. |
| 6   | Sundown                   | 21 november 2021        | 2 maart 2022            |                         | De passagiers van een stadsbus raken betrokken bij een gijzeling, de gijzelnemer wil dat zijn dochter postuum wordt gerehabiliteerd. Roundtree voegt zich bij de gijzelaars als journalist terwijl Sam onderhandelt met de gijzelnemer. |
| 7   | Lost Soldier Down         | 2 januari 2022          | 9 maart 2022            |                         | Een inlichtingenofficier pleegt zelfmoord maar volgens NCIS kna het ook moord zijn. Bij afwezigheid van Kensi wil Deeks de tuin eens flink onder handen nemen. |
| 8   | A Land of Wolves          | 9 januari 2022          | 16 maart 2022           |                         | Kensi komt in de problemen aan de grens als ze illegale migranten assisteert. Het team gaat naar haar en haar ontvoerders op zoek. |
| 9   | Under the Influence       | 27 februari 2022        | 27 maart 2022           |                         | De dochter van een Amerikaanse ambassadeur wordt ontvoerd, Gia blijkt een populaire social media influencer. Het team krijgt hulp van agente Aliyah De León. |
| 10  | Where Loyalties Lie       | 6 maart 2022            | 3 april 2022            |                         | Een burger die voor de U.S. Marines werkt wordt vermoord en haar geavanceerde radarplannen worden gestolen. Het NCIS-team komt in actie terwijl Callen met heel andere problemen te maken krijgt . |
| 11  | All The Little Things     | 13 maart 2022           | 10 april 2022           |                         | Een pasgeboren baby wordt gevonden op een marineschip. Kensi en Deeks gaan op zoek naar de moeder die zich verstopt heeft aan boord en in levensgevaar is. Nate keert terug voor overleg met admiraal Kilbride over een CIA-project uit de jaren '70 en '80 waarbij ook Callen betrokken was en die voert een zeer bijzonder telefoongesprek op de telefoon van Anna. |
| 12  | Murmuration               | 20 maart 2022           | 17 april 2022           |                         | Een ongeïdentificeerd vliegtuig dringt het Amerikaanse luchtruim binnen en komt in botsing met een marinevliegtuig. Deeks en Kensi zetten weer een stap in het adoptie traject. |
| 13  | Bonafides                 | 27 maart 2022           | 24 april 2022           |                         | Wanneer een collega van Justitie-agent Lance Hamilton wordt vermoord, haalt Sam zijn oude undercover personage Switch opnieuw van stal om de dader te pakken te krijgen. Kensi, Deeks, Roundtree en Kilbride gaan achter een ingenieur aan die geheime marineplannen heeft gestolen.                                                                                  |
| 14  | Pandora's Box             | 27 maart 2022           | 1 mei 2022              |                         | Na een overval op een kunstopslag komt NCIS in actie ivm een link naar Katya. Callen gaat undercover als geïnteresseerde koper in het criminele circuit om uit te zoeken wie er achter de diefstal zit en wat de link naar Katya is. Kensi en Deeks hebben een bijzondere ontmoeting.                                                                                 |
| 15  | Perception                | 10 april 2022           | 8 mei 2022              |                         | Agent Roundtree en zijn zusje krijgen te maken met etnische profilering door de LAPD. Een marinefotografe wordt vermoord en de link naar een nieuwe marinepier is snel gelegd. |
| 16  | MWD                       | 17 april 2022           | 15 mei 2022             |                         | Legerhond Boomer wordt ontvoerd en het team start een onderzoek. Callen krijgt informatie van Nate en Sam maakt zich zorgen om zijn vader. |
| 17  | Genesis                   | 24 april 2022           | 22 mei 2022             |                         | Het NCIS-team helpt marine-inlichtingenofficier Akhil Ali bij het opsporen van een medeofficier die vermist werd terwijl hij buitenlandse inlichtingenbronnen rekruteerde. |
| 18  | Hard for the Money        | 1 mei 2022              | 29 mei 2022             |                         | NCIS onderzoekt de moord op een vrouw die werkzaam is in het raketafweerprogramma van de marine en de connectie met gestolen rakettechnologie. |
| 19  | Live Free or Die Standing | 1 mei 2022              | 5 juni 2022             |                         | Het NCIS-team werkt samen met DEA-agent Talia Del Campo om een vermiste klokkenluider te vinden, die moet getuigen tegen wapenfabrikanten die aan drugskartels verkopen. |
| 20  | Work & Family             | 8 mei 2022              | 5 juni 2022             |                         | NCIS doet onderzoek nadat twee mannen zijn opgeblazen door hun eigen explosieven, terwijl ze proberen in te breken in een militaire basis. |
| 21  | Down the Rabbit Hole      | 15 mei 2022             | 12 juni 2022            |                         | Het NCIS-team moet Callen snel vinden nadat hij in Katya's val is getrapt en Sam's deepfake gebruikt om een wapendeal te coördineren. |
| 22  | Come Together             | 22 mei 2022             | 12 juni 2022            |                         | Het NCIS-team jaagt op overvallers die een casino in Los Angeles berooft met militaire macht. Ook horen Kensi en Deeks opwindend nieuws over de adoptie en zet Callen een grote stap in zijn relatie met Anna. |